# پینیل د آریبا
پینیل د آریبا (به اسپانیایی: Piñel de Arriba) یک شهرستان در اسپانیا است که در استان وایادولید واقع شده‌است.